# Bela Vista da Caroba
Pour les articles homonymes, voir Bela Vista (homonymie).
Bela Vista da Caroba est une municipalité brésilienne située dans l'État du Paraná.